# 100 mètres féminin aux Jeux olympiques d'été de 1996 (athlétisme)
Navigation
Barcelone 1992 Sydney 2000
L'épreuve du 100 mètres féminin aux Jeux olympiques de 1996 s'est déroulée les 26 et 27 juillet 1996 au Centennial Olympic Stadium d'Atlanta, aux États-Unis.  Elle est remportée par l'Américaine Gail Devers.

## Faits marquants
56 concurrentes représentant 38 nations participent à l'épreuve.
Gail Devers, championne olympique en titre, avait comme principales adversaires sa compatriote Gwen Torrence, première des bilans en 1995 et championne du monde, la Jamaïcaine Merlene Ottey, vice-championne du monde, et la Russe Irina Privalova, championne d'Europe en 1994.
Devers est la seule à courir sous les 11 s dans les deux premiers tours : 10 s 92 en séries puis 10 s 94 en quarts.
Merlene Ottey remporte la première demi-finale en 10 s 93, devant Gwen Torrence en 10 s 97. Devers remporte la seconde en 11 s 00, la première non qualifiée étant Juliet Cuthbert en 11 s 07, Privalova étant aussi éliminée.
Lors de la finale, Devers prend rapidement la tête et résiste au retour d'Ottey et de Torrence. L'écart entre les deux premières est de 5/1000 et Ottey doit de nouveau se contenter de la médaille d'argent, tout comme aux championnats du monde de 1993 où elle avait été battue par Devers pour 1/1000 de seconde.

## Résultats

### Finale
| Rang               | Athlète            | Pays       | Temps   | Réaction | Notes |
| ------------------ | ------------------ | ---------- | ------- | -------- | ----- |
| Médaille d'or      | Gail Devers        | États-Unis | 10 s 94 | 0 s 166  |       |
| Médaille d'argent  | Merlene Ottey      | Jamaïque   | 10 s 94 | 0 s 166  |       |
| Médaille de bronze | Gwen Torrence      | États-Unis | 10 s 96 | 0 s 151  |       |
| 4                  | Chandra Sturrup    | Bahamas    | 11 s 00 | 0 s 176  | NR    |
| 5                  | Marina Trandenkova | Russie     | 11 s 06 | 0 s 151  |       |
| 6                  | Natalya Voronova   | Russie     | 11 s 10 | 0 s 133  |       |
| 7                  | Mary Onyali        | Nigeria    | 11 s 13 | 0 s 174  |       |
| 8                  | Zhanna Pintusevich | Ukraine    | 11 s 14 | 0 s 176  |       |

### Demi-finales
Les quatre premières de chaque demi-finale se qualifient pour la finale.

#### Série 1
| Rang | Athlète            | Pays       | Temps   | Note |
| ---- | ------------------ | ---------- | ------- | ---- |
| 1    | Merlene Ottey      | Jamaïque   | 10 s 93 | Q    |
| 2    | Gwen Torrence      | États-Unis | 10 s 97 | Q    |
| 3    | Marina Trandenkova | Russie     | 11 s 07 | Q    |
| 4    | Zhanna Pintusevich | Ukraine    | 11 s 14 | Q    |
| 5    | Chioma Ajunwa      | Nigeria    | 11 s 14 |      |
| 6    | D'Andre Hill       | États-Unis | 11 s 20 |      |
| 7    | Debbie Ferguson    | Bahamas    | 11 s 28 |      |
| 8    | Odiah Sidibé       | France     | 11 s 35 |      |

#### Série 2
| Rang | Athlète          | Pays       | Temps   | Note |
| ---- | ---------------- | ---------- | ------- | ---- |
| 1    | Gail Devers      | États-Unis | 11 s 00 | Q    |
| 2    | Mary Onyali      | Nigeria    | 11 s 04 | Q    |
| 3    | Natalya Voronova | Russie     | 11 s 07 | Q    |
| 4    | Chandra Sturrup  | Bahamas    | 11 s 07 | Q    |
| 5    | Juliet Cuthbert  | Jamaïque   | 11 s 07 |      |
| 6    | Melanie Paschke  | Allemagne  | 11 s 14 |      |
| 7    | Irina Privalova  | Russie     | 11 s 31 |      |
| 8    | Lucrécia Jardim  | Portugal   | 11 s 32 |      |

### Quarts de finale
Les quatre premières de chaque quart de finale passent en demi-finale.

#### 1erquart de finale
| Rang | Athlète                    | Pays               | Temps   | Note |
| ---- | -------------------------- | ------------------ | ------- | ---- |
| 1    | Gwen Torrence              | États-Unis         | 11 s 11 | Q    |
| 2    | Marina Trandenkova         | Russie             | 11 s 15 | Q    |
| 3    | Chioma Ajunwa              | Nigeria            | 11 s 24 | Q    |
| 4    | Odiah Sidibé               | France             | 11 s 38 | Q    |
| 5    | Katerina Koffa             | Grèce              | 11 s 38 |      |
| 6    | Hanitriniaina Rakotondrabé | Madagascar         | 11 s 43 |      |
| 7    | Heather Samuel             | Antigua-et-Barbuda | 11 s 60 |      |
| 8    | Stephanie Douglas          | Grande-Bretagne    | 11 s 75 |      |

#### 2equart de finale
| Rang | Athlète               | Pays            | Temps   | Note |
| ---- | --------------------- | --------------- | ------- | ---- |
| 1    | Gail Devers           | États-Unis      | 10 s 94 | Q    |
| 2    | Mary Onyali           | Nigeria         | 11 s 08 | Q    |
| 3    | Debbie Ferguson       | Bahamas         | 11 s 26 | Q    |
| 4    | Lucrécia Jardim       | Portugal        | 11 s 37 | Q    |
| 5    | Andrea Philipp        | Allemagne       | 11 s 38 |      |
| 6    | Iryna Pukha           | Ukraine         | 11 s 42 |      |
| 7    | Marcia Richardson     | Grande-Bretagne | 11 s 55 |      |
| –    | Susanthika Jayasinghe | Sri Lanka       | DNF     |      |

#### 3equart de finale
| Rang | Athlète             | Pays            | Temps   | Note |
| ---- | ------------------- | --------------- | ------- | ---- |
| 1    | Juliet Cuthbert     | Jamaïque        | 11 s 20 | Q    |
| 2    | Chandra Sturrup     | Bahamas         | 11 s 21 | Q    |
| 3    | D'Andre Hill        | États-Unis      | 11 s 21 | Q    |
| 4    | Irina Privalova     | Russie          | 11 s 40 | Q    |
| 5    | Simmone Jacobs      | Grande-Bretagne | 11 s 44 |      |
| 6    | Ekateríni Thánou    | Grèce           | 11 s 48 |      |
| 7    | Silke Lichtenhagen  | Allemagne       | 11 s 53 |      |
| 8    | Mary Tombiri-Shirey | Nigeria         | 11 s 56 |      |

#### 4equart de finale
| Rang | Athlète                 | Pays       | Temps   | Note |
| ---- | ----------------------- | ---------- | ------- | ---- |
| 1    | Merlene Ottey           | Jamaïque   | 11 s 02 | Q    |
| 2    | Zhanna Pintusevich      | Ukraine    | 11 s 14 | Q    |
| 3    | Natalya Voronova        | Russie     | 11 s 17 | Q    |
| 4    | Melanie Paschke         | Allemagne  | 11 s 18 | Q    |
| 5    | Eldece Clarke           | Bahamas    | 11 s 47 |      |
| 6    | Sanna Hernesniemi       | Finlande   | 11 s 49 |      |
| 7    | Myra Mayberry-Wilkinson | Porto Rico | 11 s 66 |      |
| 8    | Zlatka Georgieva        | Bulgarie   | 11 s 99 |      |

## Légende
Records et Performances
- AR : Record continental (area record)
- CR : Record des championnats (championship record)
- MR : Record du meeting (meet record)
- NR : Record national (national record)
- OR : Record olympique (olympic record)
- PR : Record paralympique (paralympic record)
- PB : Record personnel (personal best)
- SB : Meilleure performance personnelle de la saison (season's best)
- WL : Meilleure performance mondiale de l'année (world leader)
- WJR : Record du monde junior (world junior record)
- WR : Record du monde (world record)

Circonstances et Conditions
- DNF : N'a pas terminé (did not finish)
- DNS : N'a pas pris le départ (did not start)
- DQ : Disqualification (disqualification)
- NM : Aucun essai valable enregistré (No Mark)
- Q : Qualifié « directement » au prochain tour (ou à la prochaine compétition), lors d'une compétition majeure, grâce au classement ou à la réalisation des minima (automatic qualifier)
- q : Qualifié au prochain tour (ou à la prochaine compétition), lors d'une compétition majeure, grâce au repêchage ou à la réalisation de l'une des meilleures performances parmi celles des « non qualifiés directement » (grâce au meilleur temps ou à la meilleure distance par exemple) (secondary qualifier)